# Olof Andersson i Höör
Olof Andersson, eller Andersson i Höör, född 14 januari 1875 i Östra Sallerups församling, död 1 april 1938 i Höör, var en svensk skomakare och politiker. 
Olof Andersson var ledamot av riksdagens andra kammare 1919–1938, invald i Malmöhus läns mellersta valkrets (till 1921) och Malmöhus läns valkrets (från 1922).